# Mr. and Mrs. Iyer
Mr. and Mrs. Iyer è un film del 2002 diretto da Aparna Sen.